# Happy Tears
Happy Tears è un film del 2009 diretto da Mitchell Lichtenstein e interpretato da Parker Posey, Demi Moore, Rip Torn e Ellen Barkin.
Il titolo del film, così come l'immagine sulla locandina, fanno riferimento all'omonimo quadro di Roy Lichtenstein, tra i più celebri esponenti della Pop Art e padre del regista.
È stato presentato in concorso alla 59ª edizione del Festival di Berlino.

## Trama
Le sorelle Jayne e Laura tornano a vivere nella casa natale per accudire il settantenne padre Joe che sta precipitando nella demenza senile, ma le loro posizioni riguardo al suo stato di salute sono molto diverse. Jayne, che vive in modo piuttosto fantasioso con il compagno mercante d'arte, crede che la situazione non sia così grave e sfugge costantemente dalle responsabilità, mentre Laura, tre figli e una vita scandita dagli impegni come ambientalista, è convinta che il padre abbia bisogno di un'assistenza continua. Dal canto suo, Joe non sembra interessarsi ai litigi delle figlie e preferisce passare il tempo a suonare la chitarra e occuparsi dalla sua infermiera-amante Shelly. La convivenza forzata finirà col mettere a nudo differenze e tensioni mai svelate tra le sorelle.

## Distribuzione
Dopo l'anteprima dell'11 febbraio 2009 al Festival di Berlino, il film è stato proiettato al Mill Valley Film Festival (16 ottobre), allo Starz Denver Film Festival (15 novembre) e al Palm Springs International Film Festival (10 gennaio 2010).
Il 19 febbraio 2010 è uscito al cinema negli Stati Uniti, dove ha avuto una distribuzione limitata, mentre è stato distribuito direttamente in DVD in altri Paesi tra cui Germania, Argentina, Brasile e Giappone.

## Accoglienza

### Incassi
Il film ha incassato complessivamente $22.377 negli Stati Uniti.

### Critica
Il sito Metacritic assegna al film un punteggio di 35 su 100 basato su 17 recensioni, mentre il sito Rotten Tomatoes riporta il 28% di recensioni professionali con un giudizio positivo, con un voto medio di 4,5 su 10.
Noel Murray del sito The A.V. Club ha giudicato il film «un disastro completo», pur ritenendo che il regista «evoca alcuni momenti dolci e metafore sorprendenti». Secondo il critico Roger Ebert è «fatto con un umorismo piacevolmente bizzarro», mentre secondo Kirk Honeycutt di The Hollywood Reporter è «solamente bizzarro, il divertimento è andato perduto».
Sulla rivista Variety, Leslie Felperin lo ha definito «una creatura contraddittoria, acuto e stupido, talvolta innovativo e talvolta semplicemente sciocco. Sognante, divertente, ma anche stranamente sconnesso». J.R. Jones ha scritto sul Chicago Reader che Lichtenstein «è così distratto dalle surreali sequenze oniriche e dai coloriti attori di contorno che la storia principale scade gradualmente in una sitcom».